# Иванов, Владислав Сергеевич
Владислав (Владимир) Сергеевич Иванов (род. 2 апреля 1938, Сталино) — советский и российский тренер. Мастер спорта по фехтованию (1958), чемпион СССР, автор нескольких научных работ.
На протяжении 20 лет (с 1990 по 2010 гг.) — старший тренер сборной команды России по фехтованию на рапирах (женщины), под руководством которого команда получила золотую медаль на Олимпиаде 2008 года в Пекине.
Заслуженный работник культуры Северной Осетии, Заслуженный тренер России, Заслуженный работник физической культуры Российской Федерации.

## Биография
Жил в Ташкенте и во Владикавказе. С 1994 года — в Москве.
Окончил Северо-Осетинский сельскохозяйственный институт, имеет высшее физкультурное образование. В 1958 году выполнил норматив мастера спорта СССР.
В 1990—2010 годах был старшим тренером женской сборной команды страны по фехтованию на рапирах. Команда под его руководством побеждала на чемпионатах Европы 1998, 2000 и 2006 годов, чемпионатах мира 2002 и 2006 годов, летней Олимпиаде 2008 года в Пекине. С 2009 года работает тренером в спортивной школе олимпийского резерва «Юность Москвы».
Награждён орденом «Знак Почёта» и орденом Дружбы.
Подготовил:
- серебряного призёра Олимпийских игр и двукратную чемпионку мира Ларису Цагараеву[2]
- чемпионку Универсиады Заиру Дзахову;
- серебряного призёра чемпионата мира Светлану Бойко;
- победителей Кубка мира
  - Екатерину Юшеву
  - Анжелу Цагаеву;
- пятикратную победительницу юношеского первенства России Т. Моуравову;
- трёхкратную чемпионку мира среди военных Б. Зилинашвили.

«Не родись счастливой, а занимайся у Иванова». Дата обращения: 27 июля 2011. Архивировано 5 декабря 2012 года..
Подготовленные им спортсменки неоднократно становились призёрами престижных международных соревнований. Например, в 2002 и 2006 гг. сборная команда России по женской рапире (в разных составах) выигрывала Чемпионаты Мира.
Более того, на Олимпийских играх в Пекине в 2008 году его ученицы (Евгения Ламонова, Виктория Никишина, Светлана Бойко и Аида Шанаева) в командном зачёте, обойдя сборные Италии и США, выиграли золото.
17 мая 2009 года женская сборная России по рапире под его руководством заняла второе место на турнире серии «Гран-при» в Сеуле (Юж. Корея), уступив в финале итальянкам — 39:43.
На ЧМ 2009 года, проходившем в Анталье (Турция) ученица Владислава Иванова Аида Шанаева заняла первое место среди рапиристок (повторив достижение Светланы Бойко, выигравшей на ЧМ в 2002 году). Кроме того, на этом же чемпионате в командных соревнованиях российские рапиристки заняли второе место, уступив итальянкам.
А на ЧМ-2011 в Катании (Италия) сборная команда России получила "золото". Дата обращения: 8 ноября 2011. Архивировано из оригинала 4 марта 2016 года.. К началу финальной схватки россиянки проигрывали сборной Италии 35:39, однако ученица Владислава Иванова Лариса Коробейникова смогла не просто сократить разрыв во встрече с многократной чемпионкой Валентиной Веццали, но и обойти её, разгромив итальянок со счетом 45:44.
На Олимпийских Играх-2012 в Лондоне, которые стали провальными для россиян в целом и для фехтовалищьков в частности, одну из двух серебряных медалей по фехтованию, уступив итальянкам (http://www.london2012.com/fencing/event/women-foil-team/match=few401101/index.html) принесла команда женской сборной по рапире, костяк которой составили ученицы Иванова Аида Шанаева и Лариса Коробейникова.

## Награды и звания
- Орден Знак Почета
- Орден Дружбы (15 января 2010) — за успешную подготовку спортсменов, добившихся высоких спортивных достижений на Играх XXIX Олимпиады в Пекине[5]
- Заслуженный работник физической культуры Российской Федерации
- Заслуженный работник культуры Северной Осетии